# Mohamed Jouad
Mohamed Jouad (en arabe : محمد جواد), né le 4 mars 1993 à Casablanca, est un joueur de futsal international marocain.

## Biographie

### En club
Mohamed Jouad est le grand frère de Youssef Jouad également international futsal marocain.

#### Les débuts au CNSS (2012-2013)
Mohamed Jouad commence le futsal à la Caisse nationale de sécurité sociale (AOS CNSS), un club de Casablanca évoluant en deuxième division nationale, club avec lequel, il parvient à être promu dans l'élite du futsal marocain.

#### Formation au Feth Settat (2013-2018)
Mohamed Jouad rejoint le Club Feth Sportif de Settat (CFSS) en 2013, un des meilleurs clubs marocains avec lequel il découvre la première division et où il parfait sa formation.
Avec le Feth Settat, il remporte trois titres de championnat D1 (2014, 2015 et 2017) et deux  Coupes du Trône (2016 et 2018).

### En équipe nationale
Mohamed Jouad est international marocain depuis 2014.
Il participe à la CAN 2016 remportée par le Maroc en Afrique du Sud et se qualifie à la Coupe du monde de futsal de 2016.
Retenu en stage de préparation, Mohamed Jouad participe à la Coupe d'Afrique des Nations en 2016 remportée par son pays.
En mars 2018, il est retenu pour un stage en équipe nationale.
En fin d'année, la sélection marocaine termine deuxième du tournoi international de Changshu (Chine). Le Maroc remporte ledit tournoi l'année suivante organisé au mois d'octobre 2019 avec la participation de Mohamed Jouad.
Il est retenu en stage de préparation pour la CAN de janvier 2020.
Convoqué au rassemblement, il est sélectionné pour disputer la compétition, remportée de nouveau par le Maroc.
Durant cette édition, Mohamed Jouad inscrit trois buts en quatre matchs disputés.
Il est sélectionné par Hicham Dguig pour participer à la Coupe arabe 2021 durant le mois de mai 2021 en Égypte. Compétition que le Maroc remporte pour la première fois.
Mais une blessure l'empêche de disputer la Coupe du monde de futsal de 2021 en Lituanie.

### Statistiques détaillées en club
Le tableau suivant recense les statistiques de Mohamed Jouad :
| Saison                | Club                  | Championnat           | Championnat | Championnat | Coupe(s) nationale(s) | Coupe(s) nationale(s) | Compétition(s) continentale(s) | Compétition(s) continentale(s) | Compétition(s) continentale(s) | Total | Total |
| Saison                | Club                  | Division              | M.          | B.          | M.                    | B.                    | Comp.                          | M.                             | B.                             | M.    | B.    |
| 2018-2019             | Montpellier MF        | Division 2            | 3           | 0           | 2                     | 0                     | -                              | 0                              | 0                              | 5     | 0     |
| Sous-total            | Sous-total            | Sous-total            | 3           | 0           | 2                     | 0                     | -                              | 0                              | 0                              | 5     | 0     |
| 2019-2020             | Toulon Élite Futsal   | Division 1            | 7           | 2           | 0                     | 0                     | LDC                            | 3                              | 2                              | 10    | 4     |
| Sous-total            | Sous-total            | Sous-total            | 7           | 2           | 0                     | 0                     | -                              | 3                              | 2                              | 10    | 4     |
| 2020-2021             | Chabab Mohammédia     | Division 1            | 8           | 4           | 1                     | 0                     | -                              | 0                              | 0                              | 9     | 4     |
| 2021-2022             | Chabab Mohammédia     | Division 1            | 9           | 2           | 0                     | 0                     | -                              | 0                              | 0                              | 9     | 2     |
| 2022-2023             | Chabab Mohammédia     | Division 1            | 25          | 13          | 2                     | 1                     | -                              | 0                              | 0                              | 27    | 14    |
| Sous-total            | Sous-total            | Sous-total            | 42          | 19          | 3                     | 1                     | -                              | 0                              | 0                              | 45    | 20    |
| 2023-2024             | UTS futsal            | Division 2            | 2           | 2           | -                     | -                     | -                              | 0                              | 0                              | 2     | 2     |
| Total sur la carrière | Total sur la carrière | Total sur la carrière | 54          | 23          | 5                     | 1                     | -                              | 3                              | 2                              | 62    | 26    |

## Palmarès
| Feth Settat (5) | Chabab Mohammédia (4)                                                                                       | Équipe du Maroc de futsal (4) |
| --- | --- | --- |
| - Championnat du Maroc (3) : - Champion : 2014, 2015 et 2017 - Coupe du Trône (2) : - Vainqueur : 2015-2016 et 2017-2018 | - Championnat du Maroc (3) : - Champion : 2021, 2022 et 2023 - Coupe du Trône (1) : - Vainqueur : 2019-2020 | - Coupe d'Afrique des Nations (2) - Champion : 2016 et 2020 - Coupe arabe des nations (1) - Champion : 2021 - Tournoi international de Changshu (1) - Finaliste : 2018 - Vainqueur : 2019 |